# فرودگاه صحرایی ال وال
فرودگاه صحرایی ال وال (به انگلیسی: El Valle Field) یک فرودگاه همگانی است که یک باند فرود سنگفرش دارد و طول باند آن ۴۷ متر است. این فرودگاه در کشور جمهوری دومنیکن قرار دارد و در ارتفاع ۹ متری از سطح دریا واقع شده است.